# Artàban d'Alexandria
Artàban d'Alexandria (grec antic: Ἀρτάβανος, o bé Ἀρτάπανος) fou un historiador grec d'època incerta, probablement del segle ii aC.
Artàban va escriure un llibre sobre els jueus (περὶ Ἰουδαίων), on donava dades sobre la vida d'Abraham, Josep i Moisès, que en part ha estat conservat per Climent d'Alexandria a les seves Stromata (I. 23, 154) i per Eusebi de Cesarea en la Præparatio Evangelica (IX. 18, 23).